# Ferdinand Pöppinghaus
Ferdinand Pöppinghaus (* 28. November 1923 in Werl; † 4. August 1965 in Uelzen) war ein deutscher Politiker der CDU.

## Ausbildung und Beruf
Ferdinand Pöppinghaus besuchte zunächst die Volksschule und dann das Mariengymnasium Werl. Nach dem Abitur 1942 musste er in den Krieg ziehen und erlitt schwere Verletzungen an der Ostfront. Nach dem Krieg belegte er ein Studium der Veterinärmedizin an der Universität Gießen und an der Tierärztlichen Hochschule Hannover. Seit 1946 war er Mitglied der katholischen Studentenverbindung KDStV Saxo-Silesia Hannover im CV. Er legte das Staatsexamen ab und promovierte zum Dr. med. vet. Pöppinghaus praktizierte ab 1951 in Werl.

## Politik
Ferdinand Pöppinghaus war Mitglied der CDU. Er wirkte ab August 1958 als Stadtverordneter und Bürgermeister der Stadt Werl. 1961 wurde er Mitglied des Kreistags Soest.
Pöppinghaus war ab 23. Juli 1962 bis zu seinem Tod am 4. August 1965 direkt gewähltes Mitglied des 5. Landtages von Nordrhein-Westfalen für den Wahlkreis 115 Soest.

## Tod
Pöppinghaus verstarb am 23. Juli 1962 im Alter von 41 Jahren bei einem Autounfall auf der Bundesstraße 1 in Unna-Uelzen.

## Nachweise
- Soester Anzeiger, Regionalteil Werl, vom 4. August 2015: Unfalltod in Unna erschütterte Werl – Bürgermeister Pöppinghaus starb vor 50 Jahren.